# Mission (Valais)
Pour les articles homonymes, voir Mission.
Mission est une localité de la commune d'Anniviers, dans le canton du Valais, en Suisse. Avant la fusion entre les villages de la vallée de 2009, le village faisait partie de la commune d'Ayer.

## Géographie

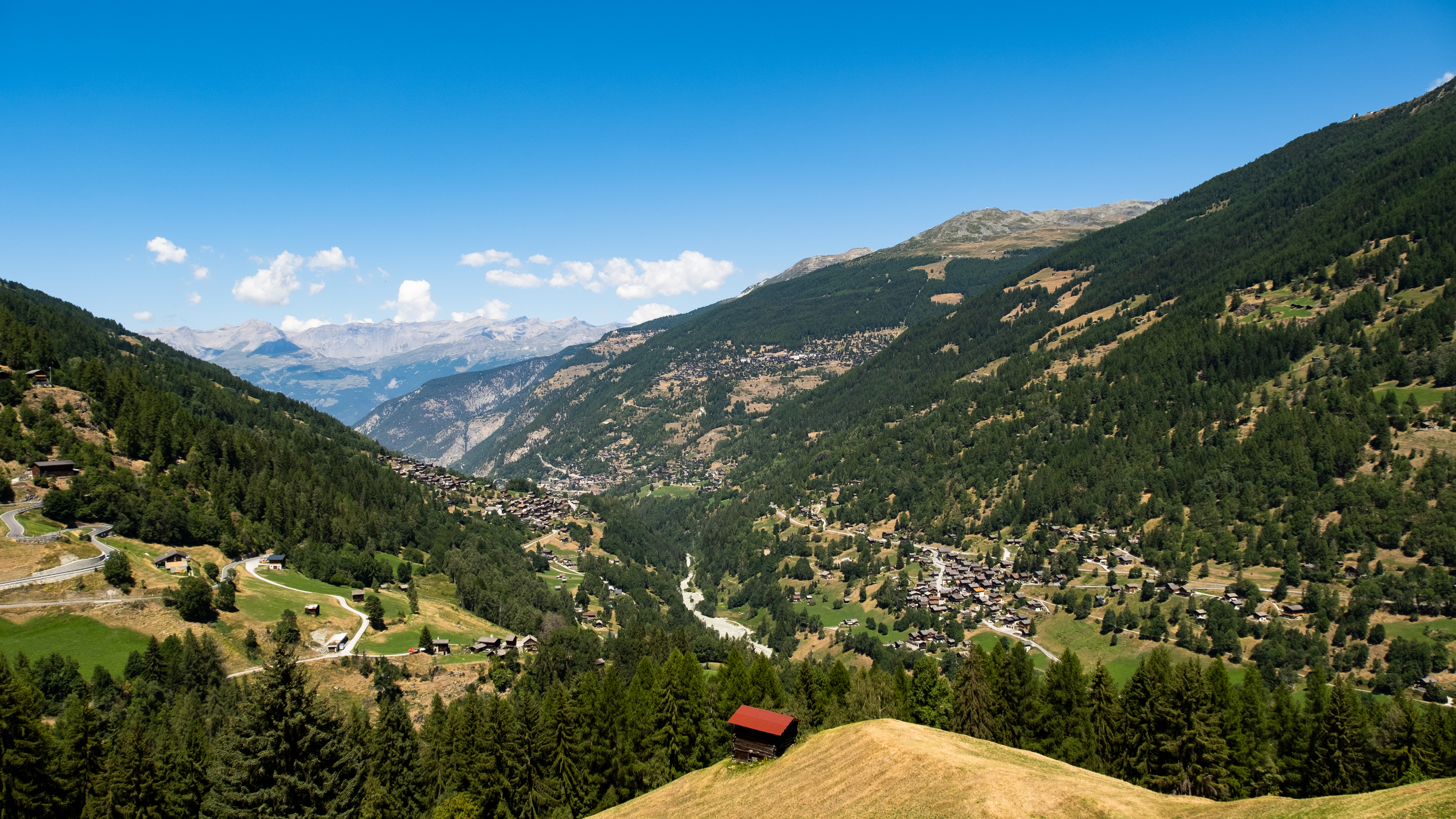
Vue du val d'Anniviers et de Mission (en bas à droite).

Mission se trouve sur la rive droite de la Navizence à 1 307 m d'altitude, en face du val de Moiry et sous la pointe de Nava. Le village se situe au centre d'un triangle formé par Ayer, Saint-Jean et Grimentz, à 2,8 km au sud de Vissoie et à 17 km de Sierre.
Mission est joignable par une route carrossable depuis 1910. Cette route continue en direction d'Ayer depuis 1911. Le village est desservi par un arrêt de bus sur la ligne CarPostal 12.453 Sierre-Vissoie-Zinal,.

## Toponymie
Le nom de Mission serait issu du nom d'une personne « Messius » avec le suffixe « -io », soit « Messio ». Selon une tradition locale, le nom serait inspiré des missionnaires ayant converti les Anniviards au christianisme.

## Histoire
Mission est victime d'un incendie le 23 juillet 1838. À cause de la sécheresse de l'été, le feu se propage rapidement dans tout le village ; seule une maison est intacte. Deux personnes y perdent la vie. Le bétail se trouve alors à l'alpage. La chapelle, la maison bourgeoisiale et le four banal sont reconstruits en collectivité dans les années 1940.
Jusque dans les années 1950, les habitants vivent exclusivement d’élevage et d’agriculture, se déplaçant plusieurs fois par année entre la montagne et la plaine au fil des saisons et des travaux.

## Population et société

### Population
En 2021, Mission compte 119 habitants. Il en comptait une centaine en 1838 et 83 en 1990.

### Gentilé et surnoms
Les habitants de la localité se nomment les Missionards.
Ils sont surnommés les Ânes ou les Bourriques.

### Sports
Le terrain du FC Anniviers, fondé en 1976, est inauguré à Mission en 1978. Le club est promu en 4e ligue valaisanne en 1982 puis construit ses premiers vestiaires au bord du terrain en 1983. Ceux-ci sont rénovés en 2013 et des éclairages de terrain sont posés en 2017. L'année suivante, les installations du club à Mission sont entièrement détruites par une crue de la Navizence. Le club déménage alors à Vissoie sur un terrain synthétique construit en 2022.
Mission possède également un ski club, « L'Avenir ». Fondé en 1937, il participe aux colonnes de secours de la vallée.

## Culture et patrimoine

### Patrimoine bâti
La première chapelle de Mission, dédiée à saint Marc, est attestée en 1687 lors d'une visite de l'évêque de Sion Adrien V de Riedmatten. Sa date de construction est inconnue. Trois messes réglementaires y étaient célébrées par année. Touchée par l'incendie de 1838, elle est démolie. Une croix est érigée à son emplacement en 1996.
Une nouvelle chapelle est construite en 1930 par un comité de construction. Elle est dédiée à sainte Marie-Madeleine. Pour sa construction, une grande partie des habitants de Mission contribuent aux frais en tant que sociétaires ; lorsqu'ils apprennent en 1931 que les coûts de la construction ont dépassé la somme récoltée initialement, la dette est répartie entre les habitants. Le tabernacle de l'autel est surmonté d'un calvaire sur lequel sont représentés les visages de Jean le Baptiste et Marie sur les côtés du crucifix. La sainte patronne de la chapelle est agenouillée au pied de celui-ci.
La maison bourgeoisiale de Mission est détruite en 1838 par l'incendie. Elle est reconstruite en 1842 avec l'aide de la bourgeoisie d'Ayer, qui en est la propriétaire. La présence d'une maison bourgeoisiale à Mission atteste de l'indépendance du village jusqu'en 1798. Le bâtiment se compose d'une cave au rez-de-chaussée et d'une salle de réunion au troisième étage. Le deuxième étage servait d'école au village jusqu'en 1971 ; celle-ci est remplacée en 1973 par le centre scolaire d'Anniviers à Vissoie.
Le village comprend également plusieurs bâtiments communautaires, tels qu'un grenier, un raccard, un four banal de 1909 ou 1910, une chèvrerie et une écurie pour mulet. Le village possédait également un moulin au bord de la Navizence. La roue servant à écraser le blé a été utilisée pour créer la fontaine qui se trouve sur la place du village.

### Musique
Une société de fifres et tambours, « La Madelaine », existe à Mission depuis 1950.